# جون هنري شفارتز
جون هنري شفارتز (بالإنجليزية: John Henry Schwarz)‏ هو فيزيائي وأستاذ جامعي أمريكي، ولد في 22 نوفمبر 1941 في نورث آدمز في الولايات المتحدة.

## الجوائز والتكريم
- جائزة الفيزياء الأساسية (2014).[6]
- جائزة داني هينمان للفيزياء الرياضية (2002).[7]

## وصلات خارجية
- جون هنري شفارتز على موقع الموسوعة البريطانية (الإنجليزية)